# Marlyse Hourtou
Marlyse Hourtou (Chad, 29 de julio de 1996) es una arquera chadiana. Compitió en el evento individual femenino en los Juegos Olímpicos de Verano de 2020.
Ganó la medalla de bronce en el evento recurvo por equipos femeninos en los Juegos Panafricanos de 2019 celebrados en Rabat, Marruecos. También ganó la medalla de bronce en el evento por equipos mixtos.

## Palmarés internacional
| Juegos Panafricanos | Juegos Panafricanos | Juegos Panafricanos | Juegos Panafricanos |
| Año                 | Lugar               | Medalla             | Competición         |
| ------------------- | ------------------- | ------------------- | ------------------- |
| 2019                | Rabat ( Marruecos)  | Medalla de bronce   | Equipo mixto        |
| 2019                | Rabat ( Marruecos)  | Medalla de bronce   | Equipo femenino     |